# Wing fence

Wing fence (destacada em vermelho)

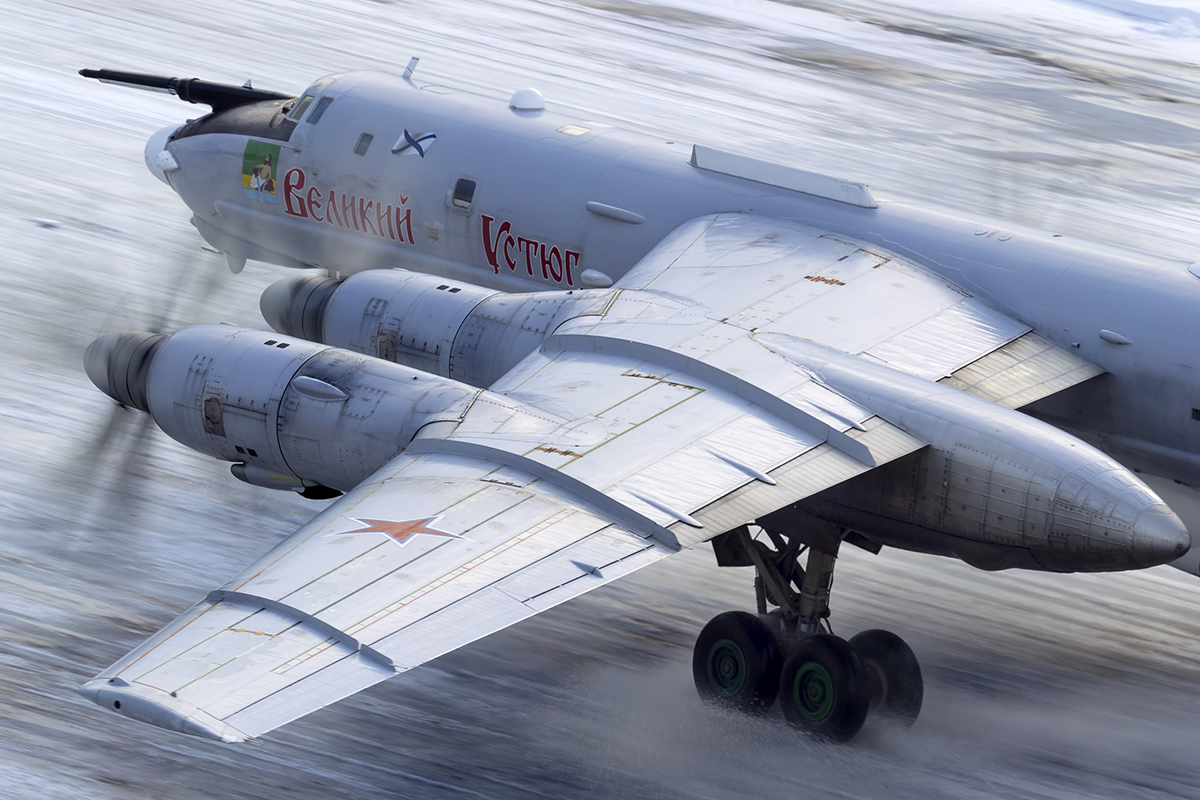
Três wing fences instaladas na asa de um Tu-95

Wing fence (cerca da asa em tradução livre; também conhecida pelos termos boundary layer fence, potential fence ou simplesmente fence) é um tipo de dispositivo aerodinâmico anexado às asas de uma aeronave, geralmente asas em flecha (colocando-se aproximadamente perpendicular ao plano da asa e paralelo à direção do avanço), a fim de reduzir os efeitos negativos devidos ao movimento do fluxo de ar da raiz da asa até a ponta da asa. Este deslizamento ao longo da parte traseira da asa, característico das asas em flecha, pode de fato fazer com que as extremidades deste tipo de asa perca a sustentação prematuramente, com o consequente fluxo limitado e perda da eficácia do aileron. A adoção de wing fences reduz o desvio do fluxo de ar para o exterior e, graças também a efeitos aerodinâmicos mais complexos, melhora as características da aeronave em termos de estol e controlabilidade em ângulos de ataque elevados.

## História

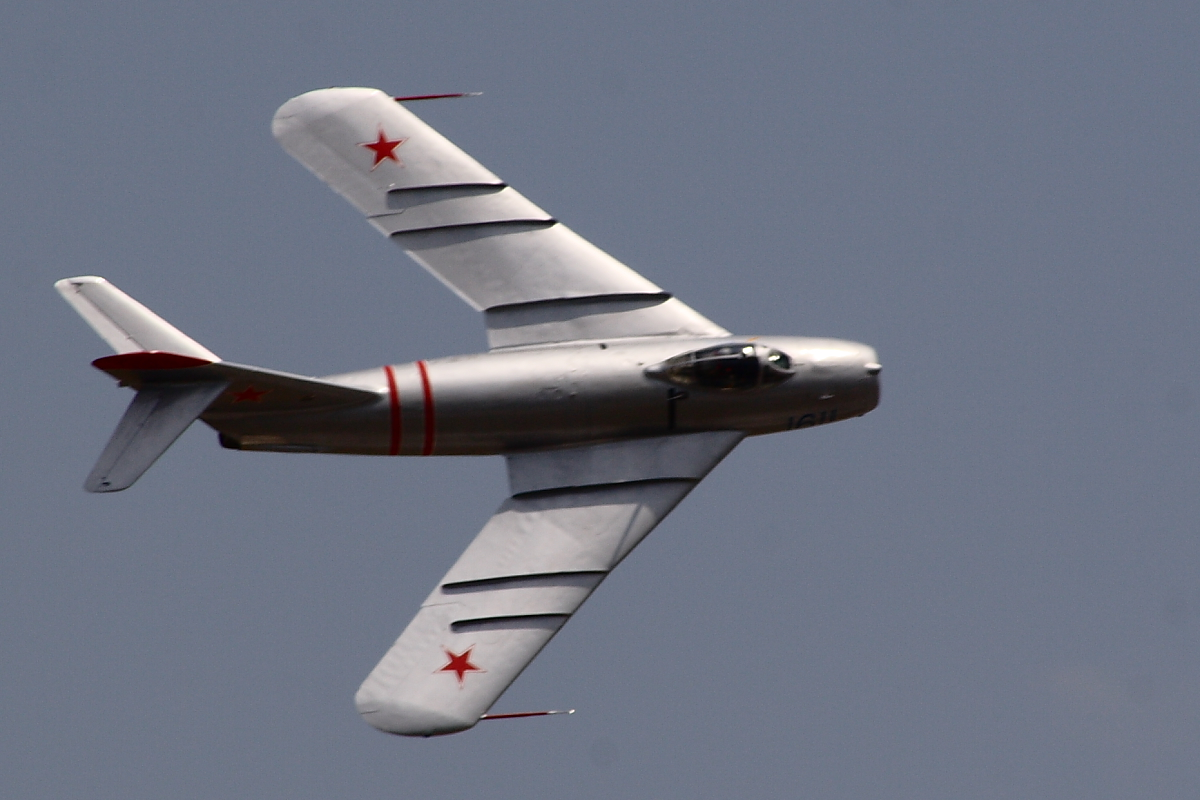
O MiG-17 era dotado de proeminantes wing fences

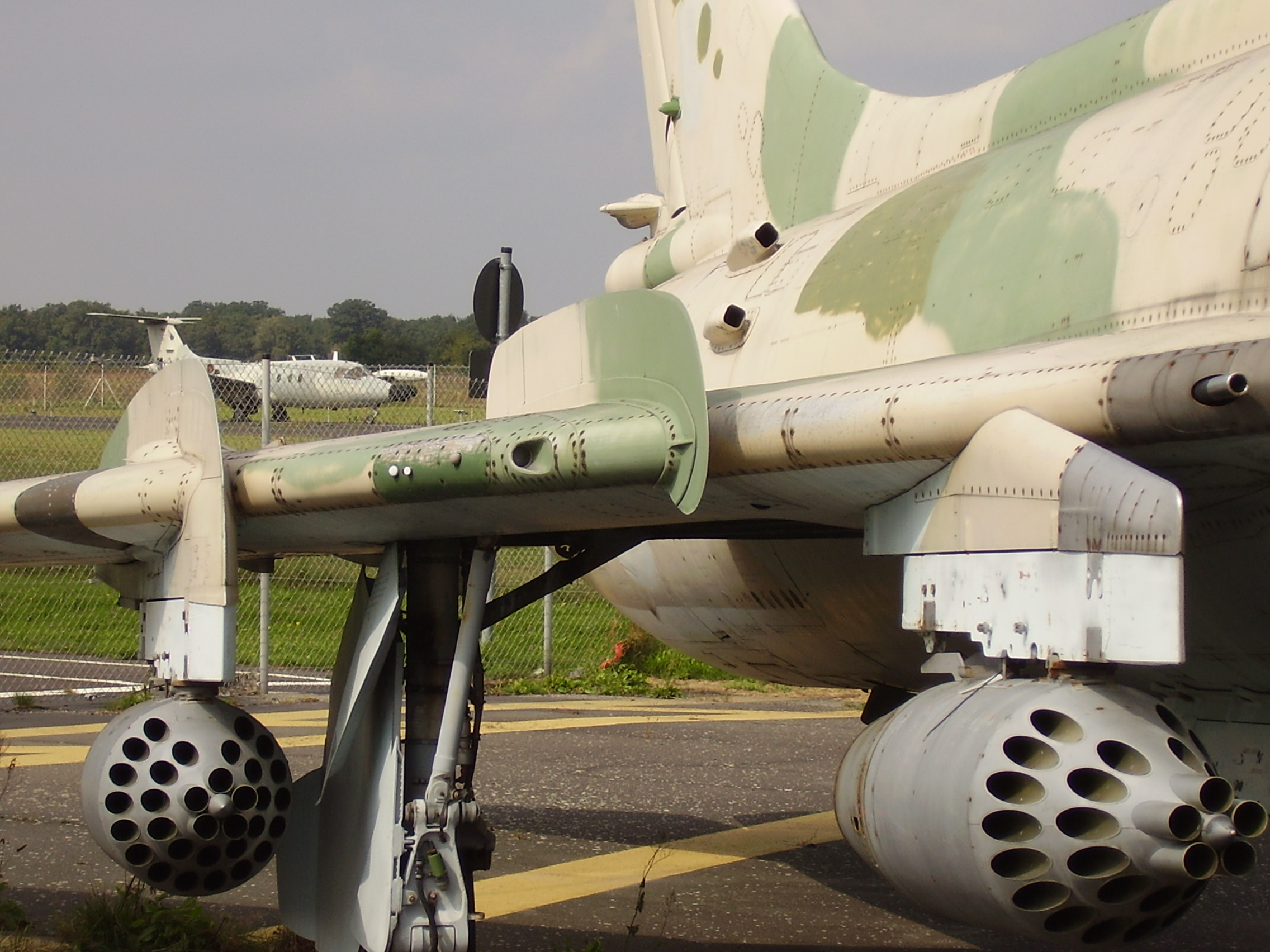
Asa de um Su-20 com uma das wing fences conectada em pilones com um lançador de foguetes

A invenção das wing fences é atribuída ao engenheiro alemão Wolfgang Liebe, que as patenteou em 1938: Foi ele que os criou enquanto trabalhava no desenvolvimento no caça de asa reta Messerschmitt Bf 109B (Bf 190B). O Bf 109B possuía características de estol que tornaram necessário impedir o fluxo de ar da extremidade da asa. O estol começa na raiz da asa, e um fluxo cruzado flui muito perto do bordo de ataque e viaja para fora em direção à ponta da asa em alta velocidade. O resultado desse comportamento aerodinâmico foi que a asa inteira estolou essencialmente ao mesmo tempo. A instalação de uma wing fence evitou o fluxo transversal, eliminando assim o problema de estol.
Pode ser óbvio que uma placa sólida no caminho do fluxo transversal próximo à superfície da asa obstruiria o fluxo, como foi visto no Bf 109B. Entretanto, na realidade, o mecanismo de operação era mais aprofundado, pois o efeito benéfico era fornecido pelo início de uma glissada e pelo vórtice resultante gerado pela wing fence. Portanto, este efeito, deve-se notar, foi obtido não tanto graças à barreira física constituída pela wing fence, mas graças ao vórtice que ela, investida pelo fluxo de ar desviado para as pontas das asas, gerou.
Quando, a partir do final da Segunda Guerra Mundial, começaram a aparecer aeronaves com asas em flecha, as wing fences adquiriram uma função diferente obtida de acordo com um princípio de operação diferente em comparação com superfícies similares utilizadas em aeronaves de asas retas. Wing fences foram adotadas em numerosos modelos de aeronaves de asa em flecha, desde Mikoyan-Gurevich MiG-15 e Harrier até BAE Hawk, incluindo aeronaves estadunidenses como F-86 Sabre e o Fiat G.91.
A função de uma wing fence também pode ser executada pelos slots ou a bordo de ataque; em algumas aeronaves modernas de passageiros, as nacelas do motor são penduradas sob as asas por pilones que, pela forma como estão conectados à asa, também desempenham uma função similar às wing fences.

## Operação aerodinâmica

Esquema de operação de uma wing fence

Uma wing fence é basicamente uma placa plana que é fixada perpendicularmente à asa e em linha com o fluxo de ar livre. O princípio de funcionamento das wing fences (cujo alguns detalhes, contudo, ainda não foram completamente compreendidos) não se reduz ao simples fato de, ao constituírem uma barreira mecânica disposta paralelamente à direção do avanço, limitam o fluxo lateral: o seu efeito põe em causa princípios mais complexos, que envolvem não só a camada limite (ou seja, aqueles poucos milímetros de ar que revestem as superfícies aerodinâmicas e que, devido ao atrito com as próprias superfícies, se movem mais lentamente do que o fluxo relativo não perturbado) mas também o fluxo potencial (ou seja, esse fluxo, mais longe das superfícies, onde a vorticidade é nula ou insignificante).
No diagrama (qualitativo) à esquerda, é mostrado como a presença de fences nas extremidades de uma asa em flecha (esquerda), ou fences em uma fração de sua abertura (direita), afeta a distribuição de sustentação ao longo da abertura. O coeficiente de sustentação varia no eixo vertical dos gráficos (parte inferior), enquanto o eixo horizontal corresponde com seu comprimento à envergadura; a variação do coeficiente de sustentação é mostrada pelas curvas pretas e nos desenhos planos das asas (topo) com tons de azul (para variações negativas) e vermelho (para variações positivas).
Em asas em seta positiva (isto é, dobradas para trás, em oposição às asas com enflechamento negativo), a sustentação diminui a jusante das barreiras e aumenta a montante delas. O comportamento de uma barreira total, como a parede do túnel de vento mostrada no desenho da esquerda, e de uma pequena barreira, como a partição mostrada no perfil alar da asa direita no desenho da direita, é qualitativamente idêntico. Este deslocamento de sustentação no lado interno da partição (com a descontinuidade que é, portanto, gerada na área central da asa, que é aquela que estolaria primeiro quando altos ângulos de ataque são atingidos), tem efeitos marcadamente positivos nas características de estol da asa, uma vez que o fluxo potencial influenciado pela parede, por sua vez, afeta a camada limite e retarda sua separação da parte traseira da asa em ângulos de ataque elevados, atrasando correspondentemente a perda de sustentação que resultaria em estol.